# 德鲁日
德鲁日（法語：Drouges，法語發音：[dʁuʒ]）是法国伊勒-维莱讷省的一个市镇，属于富热尔-维特雷区。

## 地理
德鲁日（47°54'6"N, 1°15'54"W）面积11.63 平方千米，位于法国布列塔尼大區伊勒-维莱讷省，该省份为法国西北部沿海省份，位于布列塔尼半岛东部，北濒大西洋，西接阿摩尔滨海省和莫尔比昂省，南至大西洋卢瓦尔省，西南端接曼恩-卢瓦尔省，东临马耶讷省，东北与芒什省接壤。
与德鲁日接壤的市镇（或旧市镇、城区）包括：穆塞、拉内、勒捷。

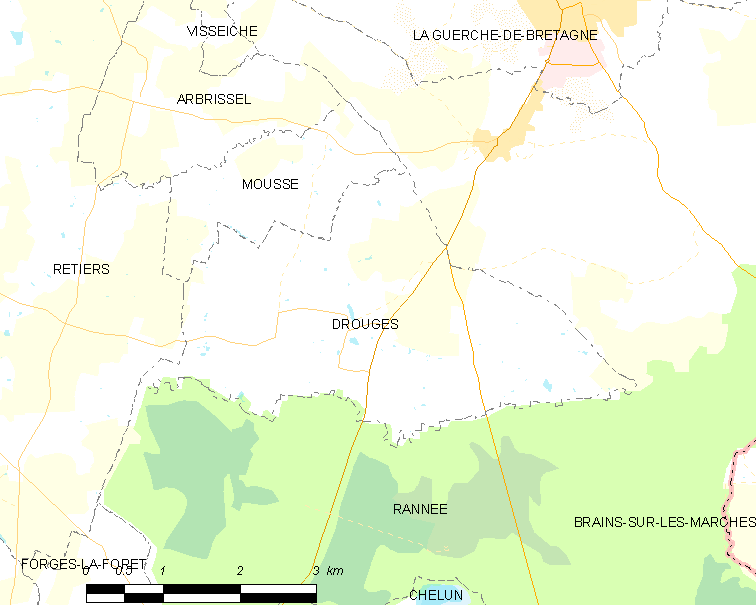
德鲁日的OSM定位图

德鲁日的时区为UTC+01:00、UTC+02:00（夏令时）。

## 行政
德鲁日的邮政编码为35130，INSEE市镇编码为35102。

## 政治
德鲁日所属的省级选区为布列塔尼地区拉盖尔什县。

## 人口

1962-2008年间德鲁日人口变化图示

德鲁日于2022年1月1日时的人口数量为503人。